# Maud de Briouze
Maud de Briouze, née Saint-Valery vers 1155 et morte en 1210, dame de Bramber, est une noble anglaise, épouse de Guillaume III de Briouze, un puissant baron et favori de la cour du roi Jean sans Terre. Ses contemporains la disent sage, forte et belle. En 1198, elle mène la défense de son château contre une attaque galloise massive.
Elle figure dans de nombreux mythes et légendes gallois et est également connue dans l'histoire comme Matilda de Braose, Moll Wallbee et Lady de La Haie.

## Mariage et famille
Maud de Saint-Valery naît en France vers 1155. Elle est la fille de Matilda et Bernard de Saint-Valéry d'Hinton Waldrist dans le Berkshire. Elle a de nombreux frères et sœurs, son père s'étant remarié avec Eleanor de Domnart.
Vers 1166, elle épouse Guillaume III de Briouze, 4e seigneur de Bramber, fils de Guillaume II de Briouze et de Berthe de Hereford. Guillaume est un puissant baron dont les seigneuries s'étendent sur Gower, Hay, Brecon, Radnor, Builth, Abergavenny, Kington, Painscastle, Skenfrith, Grosmont, White Castle et Briouze en Normandie. Quand Jean sans Terre accède au trône en 1199, Guillaume de Briouze devient un favori de la cour et obtient la seigneurie de Limerick en Irlande. La dot de Maud comprend la seigneurie de Tetbury, propriété de son père.
Le couple aura seize enfants dont :
- Maud (? - 29 décembre 1210), épouse de Gruffydd ap Rhys II[4]
- Guillaume (?-1210), époux de Maud de Clare (fille de Richard de Clare (3e comte d'Hertford))
- Reginald, époux de Grace (fille de Guillaume Briwere), puis de Gwladus Ddu (fille du prince Llewelyn le Grand),
- Loretta épouse de Robert de Beaumont[3],
- Annora, épouse de Roger de Mortimer,
- Flandrina, abbesse de Godstow[5].

Maud de Briouze soutient les ambitions militaires de son mari qui lui donne la charge du château de la Hay et des territoires environnants. En 1198, elle dirige la défense de Painscastle à Elfael contre une attaque galloise massive dirigée par Gwenwynwyn, prince de Powys. Elle réussit à retenir les forces de Gwenwynwyn pendant trois semaines jusqu'à l'arrivée des renforts anglais. Plus de trois mille gallois sont tués.

## Querelle avec le roi Jean
En 1208, Guillaume se dispute avec son ami et patron le roi Jean. La raison n'est pas connue mais Maud aurait fait des commentaires indiscrets concernant le meurtre du neveu du roi Jean, Arthur Ier de Bretagne et de Briouze devait au roi une importante somme d'argent (cinq mille marks). Quelle que soit la raison, le roi Jean exige que le fils de Maud, Guillaume, lui soit envoyé en otage pour prouver la loyauté de son mari. Maud refuse et déclare haut et fort, à portée de voix des officiers du roi, qu'elle « ne livrera pas ses enfants à un roi qui a assassiné son propre neveu ». Le roi conduit rapidement des troupes à la frontière galloise et s'empare de tous les châteaux appartenant à Guillaume. Maud et son fils aîné fuient en Irlande où ils trouvent refuge au château de Trim chez les de Lacys, la famille de sa fille Margaret. En 1210, le roi Jean envoie une expédition en Irlande. Maud et son fils sont appréhendés à Galloway par Donnchadh comte de Carrick. Brièvement détenus au château de Carrickfergus, ils sont renvoyés en Angleterre.

## Emprisonnement et mort
Maud et Guillaume sont d'abord emprisonnés au château de Windsor puis transférés dans le donjon du château de Corfe dans le Dorset. Le roi Jean les fait enfermer avec une  gerbe d'avoine et un morceau de lard cru. Au bout de onze jours, ils sont retrouvés mort de faim, Guillaume assis, droit, contre le mur, Maud entre ses jambes. Elle aurait été si désespérée qu'elle aurait mangé les joues de son fils.
La manière dont ils sont morts scandalise tellement la noblesse anglaise que la Magna Carta, que le roi Jean est contraint de signer en 1215, contient l'article 39 : « Nul ne sera pris, emprisonné, mis hors la loi, banni ou détruit de quelque manière que ce soit, nous ne procéderons, ni ne le poursuivrons non plus, sauf par le jugement légitime de ses pairs ou par la loi du pays. ».
Le mari de Maud meurt une année plus tard, exilé en France où il s'est enfui déguisé en mendiant pour échapper à la colère du roi Jean. Il s'était allié à Llewelyn le Grand dans sa rébellion ouverte contre le roi.
La fille de Maud, Margaret de Lacy, fonde une institution religieuse, l'hôpital de Saint-Jean, à Aconbury (Herefordshire) en sa mémoire. Le 10 octobre 1216, huit jours avant sa mort, le roi Jean concède des terres dans la forêt royale d'Aconbury pour la construction de l'institution.

## Légende
Maud de Briouze figure dans de nombreux mythes et légendes du folklore gallois. L'une d'elles prétend qu'elle a construit le château de Hay-on-Wye seule en une nuit, portant les pierres dans son tablier. Elle aurait également été extrêmement grande et revêtait souvent une armure tout en menant des troupes au combat.